# Hyporhicnoda reflexa
Hyporhicnoda reflexa es una especie de insecto blatodeo de la familia Blaberidae, subfamilia Blaberinae.

## Distribución geográfica
Se pueden encontrar en Costa Rica y Nicaragua.

## Sinónimo
- Rhicnoda reflexa Saussure & Zehntner, 1893.